# Sol Hachuel
Sol Hachuel ou Solica Hachouel, dite Lalla Sulika, née à Tanger en 1817 et morte à Fès le 5 juin 1834 (année hébraïque 5594), au Maroc, est une héroïne juive qui a été décapitée en place publique à l'âge de 17 ans. Elle est exécutée pour une prétendue apostasie de l'islam, bien que vraisemblablement elle ne se soit jamais convertie à l'islam. Elle aurait dit :
« Juive, je suis née, juive je veux mourir,. »
Le martyr d'Hachuel a servi d'inspiration à des peintres et des écrivains.

## Biographie

### Famille
Solica Hachuel naît en 1817 à Tanger, de Chaim et Simcha Hachuel, d'origine andalouse, et a un frère plus âgé, Yissachar Hachuel. Son père est un commerçant et un talmudiste. Il dirige un petit groupe d'étude chez lui, qui aide Sol à se former et à maintenir sa propre croyance dans le judaïsme. Sa mère est une femme au foyer.

### Allégations de conversion à l'islam
Selon le récit d'Eugenio Maria Romero en 1838, Tahra de Mesoodi, une fille musulmane pieuse, voisine et amie de Sol, déclare faussement qu'elle a converti Sol à l'islam, ce qui est considéré, selon la loi islamique Maliki, comme une action particulièrement pieuse permettant d'obtenir une récompense (Sawab).
Israel Joseph Benjamin, un explorateur juif qui visita le Maroc au milieu du XIXe siècle, raconte que les voisins musulmans de Sol Hachuel lui ont dit concernant Sol :
« Jamais le soleil d'Afrique n'a brillé sur une plus parfaite beauté… C'est un péché qu'une telle perle soit en possession des Juifs, et que ce serait un crime de leur laisser un tel joyau. »

### Arrestation
En s'appuyant sur la seule déclaration de son amie, laquelle est de surcroît probablement fausse, Sol est conduite au tribunal et reçoit l'ordre de s'agenouiller devant le gouverneur. Celui-ci lui promet, si elle se convertit, d'être protégée contre ses parents, de recevoir soie et bijoux et de se marier avec un très beau jeune homme. Dans le cas contraire, le pacha promet à Sol :
« Je vous enchaînerai…je vous ferai déchiqueter par des bêtes sauvages, vous ne verrez plus la lumière du jour, vous périrez de faim, et vous ressentirez la rigueur de ma vengeance et de mon indignation pour avoir provoqué la colère du Prophète. »
La réponse de Sol :
« Je porterai patiemment le poids de vos chaînes ; je donnerai mes membres à déchiqueter par les bêtes sauvages, je renonce pour toujours à la lumière du jour ; je périrai de faim ; et quand tous les maux de la vie seront accumulés sur moi par vos ordres, je sourirai de votre indignation et de la colère de votre Prophète ; car ni lui, ni vous avez été capables de triompher d'une faible femme ! Il est clair que les cieux ne sont pas propices pour propager votre foi.  »
Conformément à sa promesse, le pacha met la jeune fille dans une cellule sans fenêtre et sans lumière, avec des chaînes autour du cou, des mains et des pieds. Les parents de Sol, désespérés, demandent l'assistance du vice-consul d'Espagne à Tanger, Don Jose Rico. Celui-ci fera tout son possible pour libérer la jeune fille mais ses efforts sont infructueux.
Le pacha décide alors d'envoyer Sol dans la ville de Fès et de laisser le sultan du lieu décider de son sort. Son transfert, et les frais de son exécution doivent être payés par son père qui est menacé de 500 coups de (en) bastinado (coup de bâton sur la plante des pieds) s'il ne paye pas. La somme est payée par Don Jose Rico, car le père de Sol n'en a pas les moyens. À Fès, le sultan désigne le cadi (juge musulman) pour décider de sa peine. Le cadi convoque les Hakhamim (sages de la communauté juive) de Fès et leur signale que si Sol n'accepte pas de se convertir, elle sera décapitée, et que leur communauté sera punie. Ainsi, en dépit des vifs conseils des sages juifs qui la pressent de se convertir en apparence pour se sauver et sauver la communauté, Sol refuse et est jugée coupable. Le cadi décide que le coût des funérailles sera également supporté par son père. Le fils du sultan, ébloui par la beauté de la jeune fille, essaye lui aussi de la convertir à l'islam mais Sol refuse encore.

### Exécution
Elle est condamnée à mort et décapitée en place publique à Fès. Un récit de son exécution rapporte que Sol aurait obtenu l'autorisation de revêtir un pantalon d'homme au-dessus de la simple robe de laine qu'elle portait afin qu'au moment où sa tête se détache de son corps, sa pudeur soit préservée.
Romero décrit l'émotion des citoyens de Fès le jour de l'exécution :
« Les Maures, dont le fanatisme religieux est indescriptible, se préparaient avec leur joie habituelle, à assister à la scène horrible. Les Juifs de la ville…étaient bouleversés avec une tristesse des plus profondes; mais ils ne pouvaient rien faire pour l'éviter… »
Logiquement, le sultan demande au bourreau de blesser seulement Sol dans un premier temps. Il espérait toujours que la jeune fille serait effrayée et accepterait la conversion, mais Sol refuse encore. Ses derniers mots adressés à ses tortionnaires sont:
« Ne me faites pas attendre, décapitez moi d'un seul coup, car mourir ainsi, innocente de tout crime, le Dieu d'Abraham vengera ma mort. »
Eugenio Romero décrit la scène tragique : « Avec tout son équipement, le bourreau a commencé sa tâche répugnante. Il écarta brusquement les tresses couleur corbeau de la jeune fille. A l’aide d’un couteau aiguisé, il donna un premier coup à la martyre. Solica, le corps ensanglanté, leva les yeux au ciel et marmonna : ‘ Ecoute O Israël, Adonaï notre Dieu, Adonaï Unico ’. La main du bourreau sépara la tête du tronc, qui tombait à terre dans une mare de sang. » La tête de Sol aurait ensuite été exposée aux yeux de tous sur un haut mur de Fès.

### Après sa mort

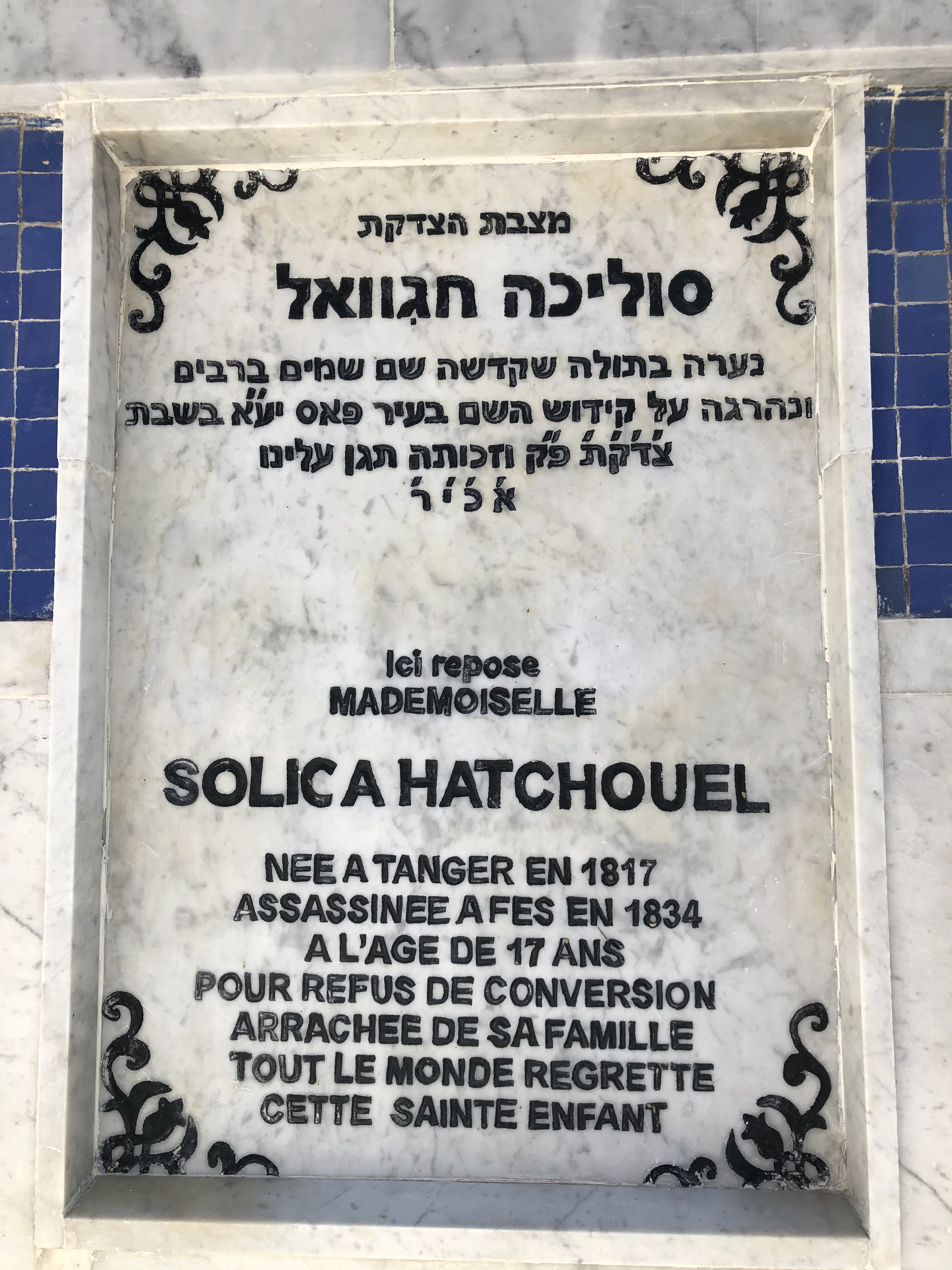
Inscription à l'intérieur du cimetière israélite de Fès

La communauté juive de Fès est consternée par la vie et la mort de Solica Hachuel. Comme elle avait payé pour tenter d'obtenir sa libération, elle doit payer pour récupérer son corps, sa tête et la terre ensanglantée afin de pouvoir lui offrir un enterrement juif dans un cimetière juif. Elle est déclarée martyr de la foi,.
Les Juifs vont appeler Solica Hachouel Sol ha-Tzaddikah ou HaTsaddeketh (Sol la juste), en hébreu, Solica la Sadikka, en judéo-espagnol ; les Musulmans la surnomment Lalla Suleika (Sainte dame Suleika), en arabe marocain ou Lalla Solica (Dame Solica en berbère) ou encore Zoulikha. D'autres orthographes de son patronymes existent comme Hatchwell, Chatwil ou Hajwal.

#### Tombes
Elle est enterrée une première fois au cimetière juif local, situé près de la porte de Bab Lamer, dans la parcelle familiale du rabbin Eliayu Hassarfati (1715-1805) mais le cimetière est déplacé en 1884 sous les ordres du sultan Moulay Hassan I dans le dessein d'étendre son domaine,. Les restes de Solica reposent désormais au cimetière israélite de Fès, appelé également foundouk el Yhoudi, à l'époque « un marécage plein d’eau », contigu à l'ancien mellah, à proximité du palais royal. Sa tombe, toujours située dans la parcelle de la famille Sarfaty (carré no 51), entre deux autres Marocains vénérés, les rabbins Avner-Israel HaTsarfati (1827-1884) et Yehuda Ben-Attar (1656-1733), est surmontée d'un modeste mausolée. Cette tombe devient un lieu de pèlerinage pour les Juifs, mais aussi pour les Musulmans,. 

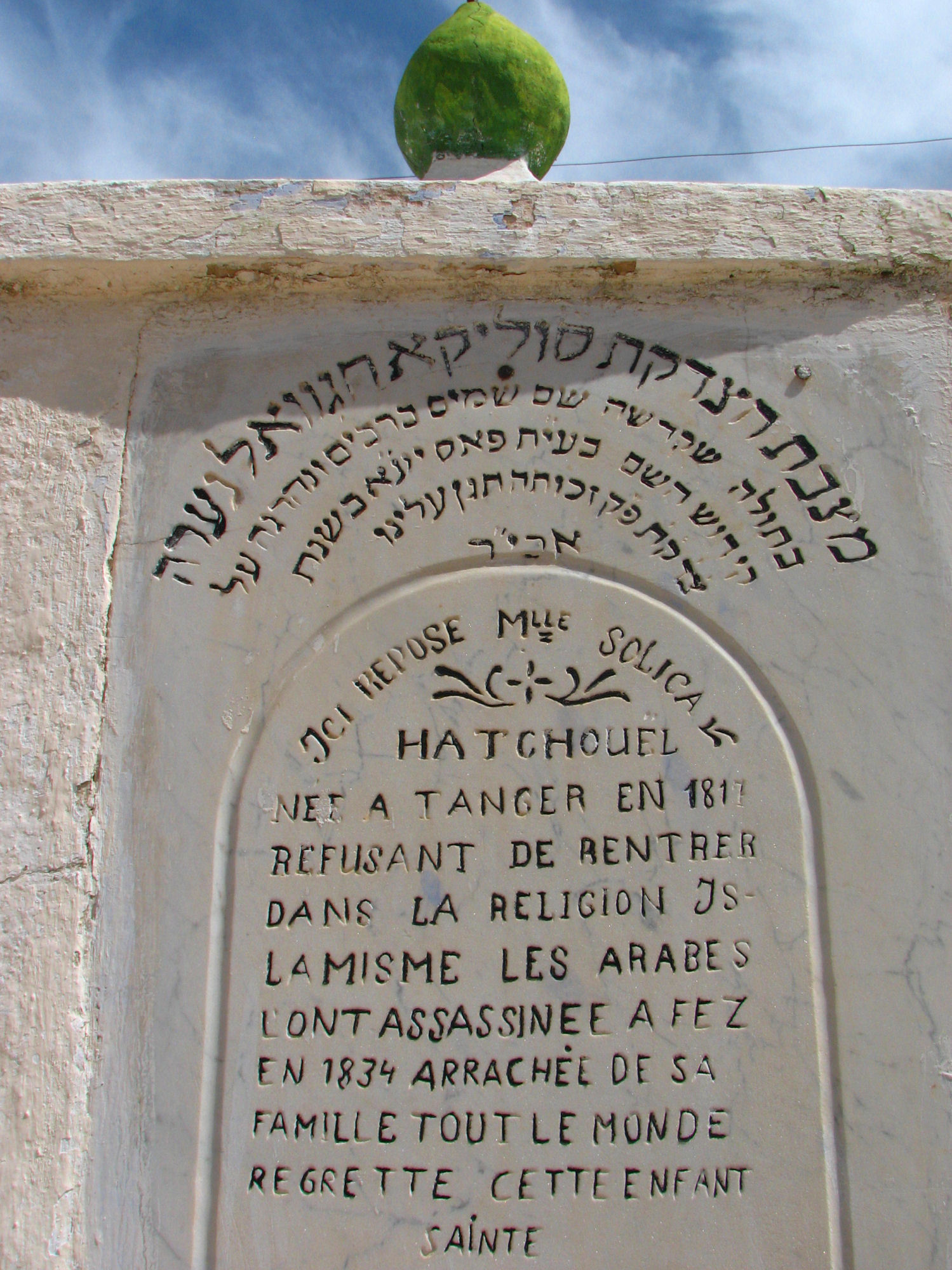
Inscriptions sur la tombe de Sol Hachuel à Fès

La stèle sur sa tombe porte l'inscription suivante en hébreu et en français :
« Ici repose Mlle Solica Hatchouel, née à Tanger en 1817, refusant de [r]entrer dans la religion Islamisme, les Arabes l'ont assassinée à Fez en 1834, arrachée de sa famille. Tout le monde regrette cette enfant sainte »

#### Pèlerinage
Pour les Juifs, la hilloula de Solica a lieu en mai ou juin, en même temps que celle de rabbi Chaim haCohen.

Qu'à travers son sacrifice, Sol Hachuel soit devenue une sainte également pour les musulmans marocains et que sa tombe soit devenue pour eux un lieu de pèlerinage peut sembler assez étrange, mais Léon Godard l'explique dans son livre Description et histoire du Maroc paru en 1860 :
« Malgré leur intolérance, les Marocains, par une contradiction au moins apparente, honorent en certains cas les saints personnages des autres religions, ou demandent à ceux qu'ils nomment infidèles le secours de leurs prières. À Fez, ils rendent une sorte de culte à la mémoire de la jeune Sol Achouel, juive de Tanger, qui mourut de notre temps dans des supplices atroces plutôt que d'abjurer la loi de Moïse, ou de renouveler une abjuration qu'elle avait faite, en cédant aux séductions de l'amour »

## Autres versions
Les récits arabes, chrétiens et même juifs - que rapporte Sharon Vance de l'université de Pennsylvanie - sur l'histoire de Sol Hachuel évoquent la tragédie tangéroise sur fond d’intrigue amoureuse. Des différences apparaissent dans le récit des événements ayant conduit à l'arrestation de la jeune fille et s'étant produits pendant son emprisonnement. Les versions juives insistent sur son martyre, les versions musulmanes sur son apostasie et les « versions chrétiennes soulignent le rôle du corps diplomatique européen dans la tentative de la sauver ».
Une version indique que la beauté de Solica attirant tous les hommes, sa religion restait un frein pour qu'un musulman l'épouse. Cela aurait été le cas du fils d'une riche famille voisine dont le père menace la famille Hatchouel si elle ne consent pas à la conversion à l'islam de leur fille pour qu'elle se marie. De la même façon, le pacha de Tanger ayant lui aussi succombé à la beauté et au charme de la jeune fille, lui aurait promis de l'épouser si elle se convertissait.
Un autre version prétend que Lalla Solica aurait été amoureuse d'un musulman voire du sultan alaouite Moulay Abderrahmane (1878 – 1859) qui lui aurait imposé la conversion pour qu’elle devienne sa favorite au harem ; la pression subie par sa famille et les responsables juifs de Tanger aurait poussé Sol à renoncer à sa nouvelle foi, ce qui aurait entraîné son accusation d'apostasie.

## Récits et autres arts

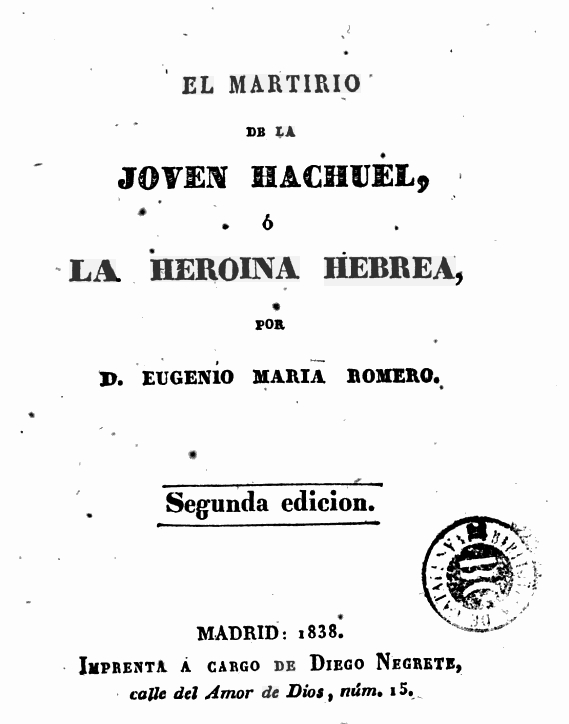
El Martirio de la Joven Hachuel par Romero (1838)

Un des récits les plus détaillés, basé sur des interviews de témoins oculaires (le père, la mère, ses frères et le voisinage de Sol) a été écrit par Eugenio Maria Romero. Son livre El Martirio de la Jóven Hachuel, ó, La Heroina Hebrea (« Le martyre de la jeune Hachuel, ou, l'héroïne juive ») est publié en 1837, puis republié en 1838.
Des lamentations en judeo-arabe sont écrites par Moshe Ben Sa'adon, en 1835, soit peu de temps après l'exécution de Solica ; des élégies (kinot) en hébreu, des contes (kissas) en judéo-arabe au Maroc, en Algérie, en Tunisie, des poèmes liturgiques (piyoutim), des ballades (romanceros) en judéo-espagnol fleurissent pour évoquer le martyre de la jeune juive,.

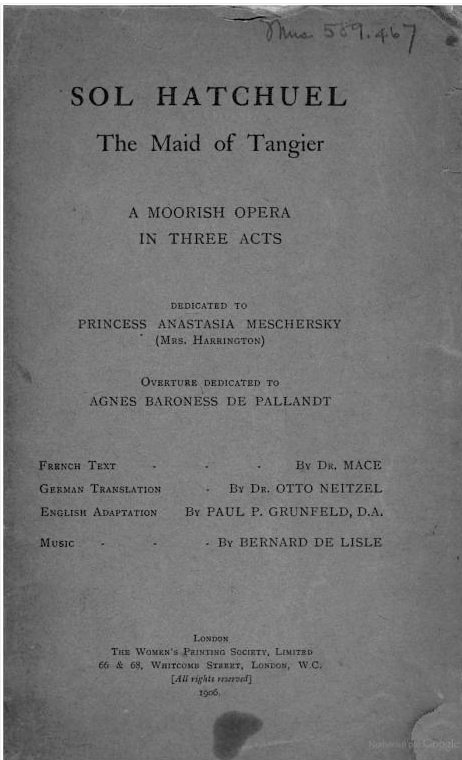
Sol Hatchuel the Maid of Tangier, (1906)

Un opéra mélodramatique a été tiré de son histoire par Bernard De Lisle et Bernard Mace, Sol Hatchuel the Maid of Tangier A Moorish Opera in Three Acts, en 1832,.
Le voyageur français chrétien Alfred Rey publie à Paris en 1844 ses Souvenirs ďun voyage au Maroc et affirme, comme Romero, avoir interrogé des membres de la famille Hachuel, ainsi que des témoins de sa communauté. Il décrit « les étapes correspondant aux règles de l’apostasie » telles qu’énoncées dans la charia marocaine, et par la voix du frère de la suppliciée, « remet en question la conclusion de la communauté juive selon laquelle Solica a été jugé injustement en tant que musulmane convertie et non en tant que juive »,.
Une pièce de théâtre en un acte et cinq tableaux, intitulée, El Martiro de la joven Hachuel, par A. Calle, est publiée à Séville à 1858 (?) et traduite de l'anglais par Ruth Aflalo.
En 1860, l'artiste français Alfred Dehodencq, qui a séjourné plusieurs années au Maroc, peint « plusieurs versions d’une œuvre représentant l’exécution d’une femme juive au Maroc ; l’un de ces tableaux est exposé au Salon de Paris de 1861 » sous le titre Exécution d’une juive, au Maroc. « Certains érudits disent que Dehodencq a été inspiré par l’histoire de Sol Hachuel, mais l’ami et biographe de l’artiste, Gabriel Séailles, affirme explicitement, dans plus d’un livre, que Dehodencq a été un témoin oculaire de l’exécution qu’il a représentée, qui a eu lieu à Tanger »,, bien que les dates ne correspondent pas. Le tableau Exécution d'une Juive marocaine, est exposé depuis 2012, au Musée d'art et d'histoire du judaïsme,.
En 1885, le peintre belge Jan-Baptist Huysmans, également voyageur en Orient, peint à Paris une huile sur toile intitulée Zelika (Sol Hatchuel).
Le journal judéo-espagnol de Salonique La Epoca publie l'histoire romancée (romanso) de « Sol la Sadekket » sous forme de feuilleton en 1902.
L'histoire d'Hachuel est également le sujet d'une chanson de Françoise Atlan sur le CD Romances Séfardies, ainsi que de Sandra Bessis et John McLean dans l'album Chants judéo-espagnols,.

## Notes et références

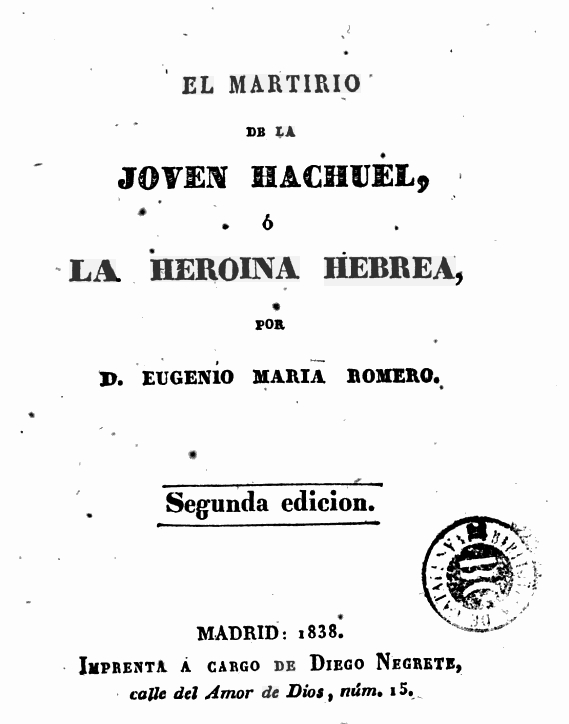
El Martirio de la Joven Hachuel, livre d'Eugenio Maria Romero, 1838
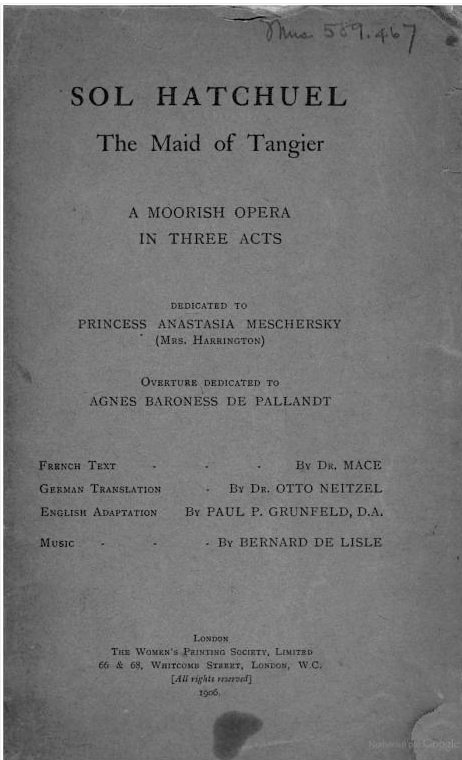
Sol Hatchuel, the maid of Tangiers, opéra maure en trois actes, musique de Bernard de Lisle, 1906
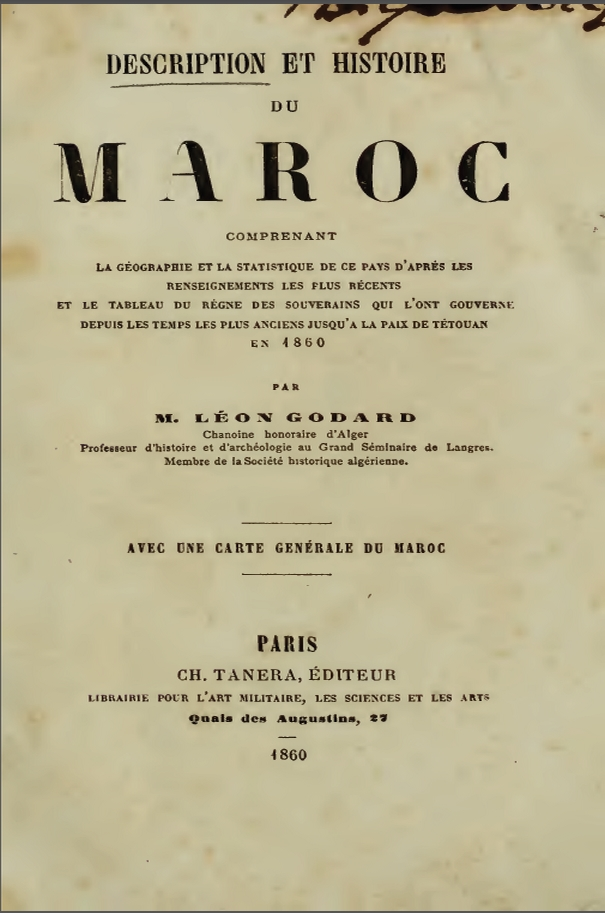
Description et histoire du Maroc par Léon Godard, 1860